# جان دیویدسون (هنرپیشه)
جان همیلتون دیویدسون (انگلیسی: John Hamilton Davidson؛ زادهٔ ۱۳ دسامبر ۱۹۴۱) بازیگر، خواننده و مجری مسابقات تلویریونی اهل ایالات متحده آمریکا است.
از فیلم‌ها یا برنامه‌های تلویزیونی که وی در آن نقش داشته‌است، می‌توان به کنکورد … فرودگاه ۷۹ و گروه خانواده یک و تنها، اصلی اشاره کرد.